# Churchillparken
Churchillparken er en offentlig park i København. Den er opkaldt efter Sir Winston Churchill efter hans død i 1965. Parken er beliggende syd for Kastellet, ud til Esplanaden. I parken findes Frihedsmuseet og den engelske kirke St. Alban's English Church.

## Monumenter og mindesmærker i parken
- Kaj Birksted (2010), af Gudrun Steen-Andersen, portrætbuste
- Winston Churchill (1955), af Oscar Nemon (en), portrætbuste[2]
- Danske spaniensfrivillige (1986) af Per Ulrich, mindestøtte med relief
- Thomas Dinesen (2017), af Sergej Boguslavskij, portrætbuste
- Egetræ til minde om besættelsens ophør (2005), mindesmærke
- Finnebørnsmonumentet (2004), af Gerda Qvist, mindestøtte med relief
- Hornmine (opstillet 1982), mine
- Kennedy Egen (2008), mindesmærke
- Mindesmærke for to danske soldater dekoreret med Victoriakorset under 1. Verdenskrig (2014), mindeplade
- Såret kvinde (1943-47), af Bernard Reder (en), figurgruppe
- Valkyrie (1908), af Stephan Sinding, rytterstatue[3]
- Mindesmærket Vore faldne (1957) af Svend Lindhart ved broen til Kastellets Kongeport[4]

- Mindesmærket Vore Faldne
- Churchills buste
- Mindesten for faldne australiere begravet i Danmark
- Hornmine
- Stephan Sindings Valkyrie